# أولاد طرفاية (دغاغية)
أولاد طرفاية هو دُوَّار يقع بجماعة موالين الغابة، إقليم بنسليمان، جهة الدار البيضاء سطات في المملكة المغربية. ينتمي الدوّار لمشيخة دغاغية التي تضم 3 دواوير. يقدر عدد سكانه بـ 892 نسمة حسب الإحصاء الرسمي للسكان والسكنى لسنة 2004.

## روابط خارجية
- البوابة الوطنية للجماعات الترابية
- المندوبية السامية للتخطيط